# Dilobeia thouarsii
Dilobeia thouarsii är en tvåhjärtbladig växtart som beskrevs av Roem. & Schult.. Dilobeia thouarsii ingår i släktet Dilobeia och familjen Proteaceae. Inga underarter finns listade i Catalogue of Life.